# Alta Navarra

Les sis merindades de Navarra.

L'Alta Navarra (en basca Nafarroa Garaia) és el nom que es dona en la literatura basca almenys des del segle xvii a la porció del regne de Navarra que va quedar sota sobirania castellana en 1515 (la part francesa correspon a la Baixa Navarra, en basc Nafarroa Beherea o Baxenabarre).
L'Alta Navarra o "Navarra peninsular" reuneix les antigues merindades de Pamplona, Tudela, Olite, Sangüesa i Estella. La seva capital és Pamplona.
Des de 1982 constitueix la Comunitat Foral de Navarra. L'Euskaltzaindia la considera part cultural d'Euskal Herria, de la qual seria la part meridional.